# 镇安镇 (黑山县)
镇安镇，原为镇安满族乡，是中华人民共和国辽宁省锦州市黑山县下辖的一个镇。

## 行政区划
镇安镇下辖以下村级行政区划单位：
营房村、下湾子村、十里村、大岭村、陈屯村、五里村、景家村、营盘村、马屯村、颜家村、山东村、东边壕村、司屯村、羊肠河村、冯屯村、郭屯村、水泉村、东拉村、西拉村、和义村、团台子村和沈屯村。